# Mikkel Bille
Mikkel Bille (14 maggio 1680 – Holbæk, 2 maggio 1756) è stato un ammiraglio danese.
Fu attivo durante la Grande Guerra del Nord; nominato sottotenente nel 1699, avanzò costantemente fino a diventare viceammiraglio, quando si ritirò nel 1737.

## Biografia

### Famiglia
Nato il 14 maggio 1680, figlio minore del colonnello Steen Andersen Bille e fratello di Just Anderson Bille, Mikkel (Michael o Michel) Bille era zio di un ammiraglio danese, il contrammiraglio Daniel Ernst Bille (1711-1790), e padre e nonno di altri due, il contrammiraglio Bendix Lasson Bille (1723-1784) e il contrammiraglio Michael Johannes Petronius Bille (1769-1845).

### Carriera
Come cadetto, all'età di 14 anni, Mikkel Bille ottenne il permesso di salpare con la Compagnia danese delle Indie orientali verso l'estremo oriente, un viaggio della durata di circa due anni. Nel 1699 entrò a far parte dell'equipaggio della nave di linea Nellebladet e fu promosso sottotenente. Nel 1700 era a bordo della fregata Blaaheyren.
Tra il 1702 e il 1703 prestò servizio nella marina olandese, mentre tra il 1705-1706 fu ufficiale di reclutamento per lo Jutland occidentale. Con un'ulteriore promozione nel 1707 gli fu affidata la responsabilità sul faro dell'isola di Anholt. Nel 1708 Bille fu di nuovo al servizio della Marina della Repubblica delle Sette Province Unite per un breve periodo. Durante il suo viaggio verso l'Olanda la sua nave fu depredata dai pirati.
Ritornato alla Kongelige danske marine, dopo aver prestato servizio sulla "Stiernen" da 50 cannoni, Bille divenne capitano della fregata  "Ørnen" con cui nel 1709 incrociò nel Baltico. e operando nei pressi dell'isola di Bornholm, colse diversi successi nella Grande Guerra del Nord contro la Svezia.
Promosso nuovamente nel marzo 1710, comandò la nave di linea "Oldenborg" nella flotta di Gyldenløve. Nel 1711 tornò come ufficiale di reclutamento nello Jutland occidentale, poi come secondo in comando della nave di linea Fridericus Quartus fino alla metà di agosto, quando la nave fu gravemente danneggiata da un incendio che costò la vita a tre uomini.
Nel 1712 al comando della nave di linea HDMS ''Delmenhorst'', prestò servizio nella flotta del Gyldenløve, e successivamente sotto l'ammiraglio Peter Raben nell'azione del 30 settembre nei pressi di Rügen. Durante la battaglia uno dei cannoni della sua nave esplose uccidendo e ferendo alcuni membri dell'equipaggio (un evento che si sarebbe ripetuto sulla stessa nave pochi anni dopo).
Al servizio a bordo della HDML ''Delmenhorst'' nel 1713 seguì una nomina di terra nel 1714 come capo del reclutamento nello Jutland orientale.
Nel 1715, ancora una volta a Delmenhorst, combatté nuovamente contro la flotta svedese, questa volta nella battaglia di Fehmarn (1715), dopo la quale fu promosso commodoro e premiato con una medaglia d'oro.
Più tardi, nell'estate di quell'anno (l'8 agosto 1715 al largo di Jasmund su Rügen) fu di nuovo in azione durante la battaglia di Rügen (1715), ingaggiando tre navi svedesi in rapida successione, fino a quando non ebbe usato tutta la polvere da sparo della nave. Fu in questa azione che un altro dei cannoni della Delmenhorst esplose, uccidendo un membro dell'equipaggio e ferendone tre.
Trasferito al comando della nave di linea Havfruen nella flotta del Baltico, Bille ricevette l'ordine, nel gennaio 1716, di prendere il comando delle batterie marittime al largo di Copenaghen.

### Contrammiraglio
Alla vigilia di Natale del 1717, Bille fu promosso contrammiraglio e nominato deputato dell'ammiragliato danese.
Nel 1718 sulla nave di linea Wenden comandò uno squadrone sotto l'ammiraglio Raben, e da luglio uno squadrone indipendente operante nel Baltico. Nel 1720 Bille ricevette l'ordine di recarsi in Pomerania (in particolare Stralsund), il suo compito principale era quello di procurarsi il legname e altri materiali per la costruzione navale, e di preparare il trasporto per il rimpatrio delle truppe danesi all'avvicinarsi del nemico.
Nel 1721 Bille fu inviato con lo Snow Hummeren a Danzica e Riga per acquistare e caricare un carico di canapa per la flotta. Date le molte spese extra che sostenne in questo viaggio nell'interesse del re Federico IV di Danimarca, gli fu assegnata una speciale indennità giornaliera e in più gli affiancato un segretario personale e un servitore.
1723 Bille pose la sua bandiera sulla Nordstiernen con uno squadrone di sette navi di linea e un certo numero di navi minori.
Nel 1726 salpò da Copenaghen con otto navi di linea e quattro fregate, battendo di nuovo la sua bandiera di comando sulla HDMS ''Nordstiernen''. Insieme a uno squadrone britannico di dimensioni simili, al comando dell'ammiraglio britannico Charles Wager, istituirono un blocco della flotta russa a Reval (l'odierna Tallinn).  Una delle sue navi, la HDMS ''Ebenetzer'', ebbe una falla e fu rimandata a casa con la fregata Søridderen, mentre la HDMS ''Beskiermeren'' si incagliò durante l'avvicinamento a Reval e si salvò solo con il tempestivo interesse dell'ammiraglio inglese. Il blocco di Reval iniziò il 7 luglio 1726 e durò tutta l'estate finché con l'arrivo dell'inverno fu ritirato. Durante il rientro, le tempeste di ottobre devastarono la flotta e separarono molte delle navi l'una dall'altra. Quando raggiunsero Danzica per le riparazioni prima di salpare per Copenaghen, molti marinai a bordo erano malati di scorbuto e polmonite. Le indagini dell'Ammiragliato danese su tutti gli incidenti e la cattiva gestione della campagna del 1726 si sarebbero riverberate per i successivi tre anni.
Dal 1729, per sei anni, Bille fu a capo del cantiere navale di Holmen. Fu dopo questo periodo il capo della marina danese, il conte Frederik Danneskiold-Samsøe, istituì un processo presso la corte marziale contro il maestro d'ascia Knud Benstrup in relazione alla costruzione dell'HDMS Christianus Sixtus (1733), per il quale Mikkel Bille fu ritenuto negligente nell'adempimento dei suoi doveri e perse così la fiducia del re Cristiano VI di Danimarca.  In considerazione del precedente buon servizio di Bille, non fu richiesto un procedimento contro di lui da parte della corte marziale, ma il monarca, che si era interessato al caso, nel 1737 fece ritirare Bille dal servizio con il grado e la pensione di viceammiraglio.

### Pensionamento
Bille si ritirò tranquillamente a Holbæk, dove morì il 2 maggio 1756. Il suo corpo fu trasferito nella cappella della chiesa navale di Holmen il 29 maggio dello stesso anno.